# Adenia venenata
Adenia venenata är en passionsblomsväxtart som beskrevs av Forsk.. Adenia venenata ingår i släktet Adenia och familjen passionsblomsväxter. Inga underarter finns listade i Catalogue of Life.